# Quản trọng (cây)
Cây Quản trọng hay còn gọi là sâm bòng bong, sâm chân rết, sâm đất, (danh pháp khoa học: Helminthostachys zeylanica) là một loài dương xỉ trong họ Ophioglossaceae. Loài này được L. Hook. mô tả khoa học đầu tiên năm 1842.

## Hình ảnh

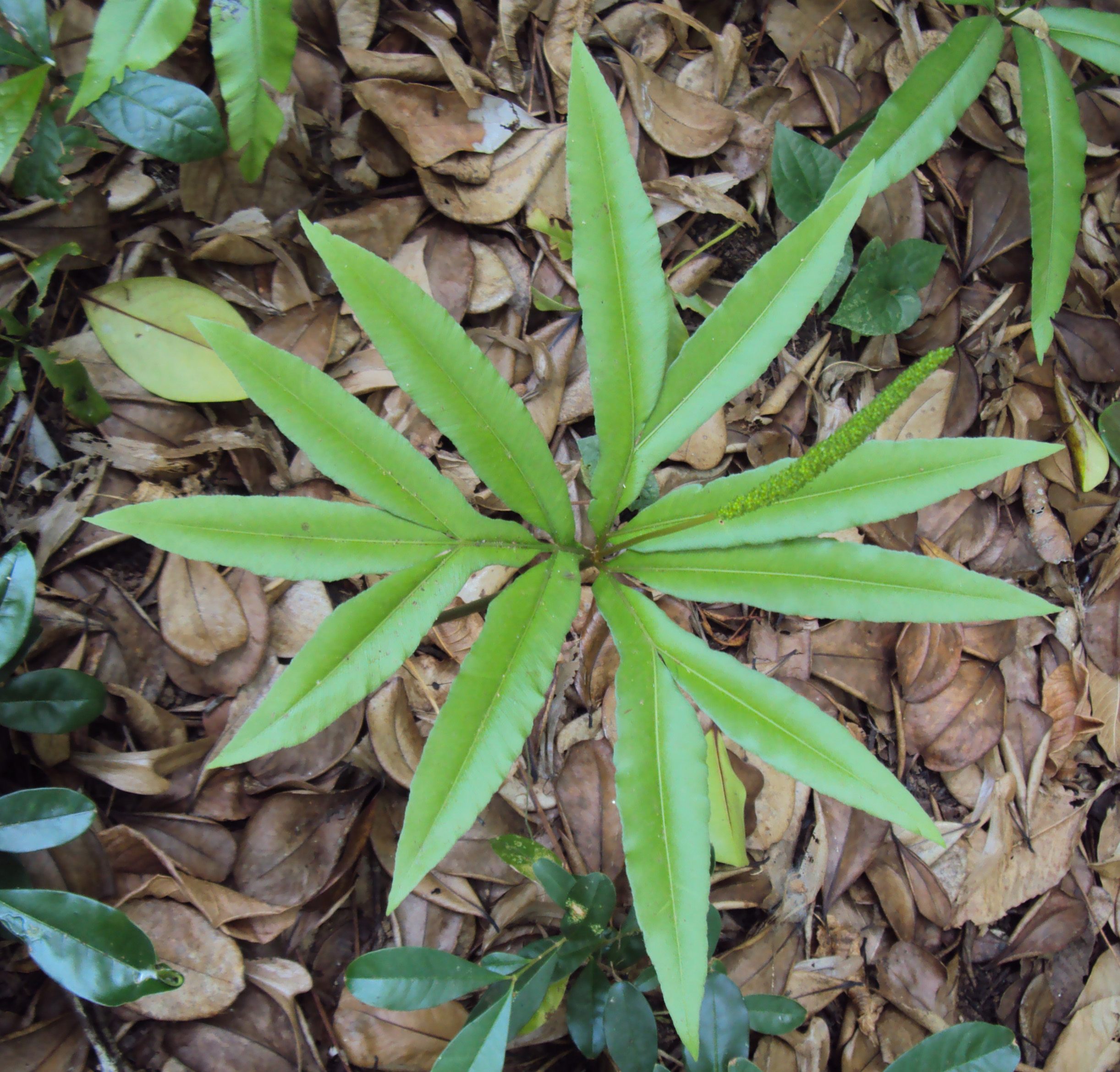
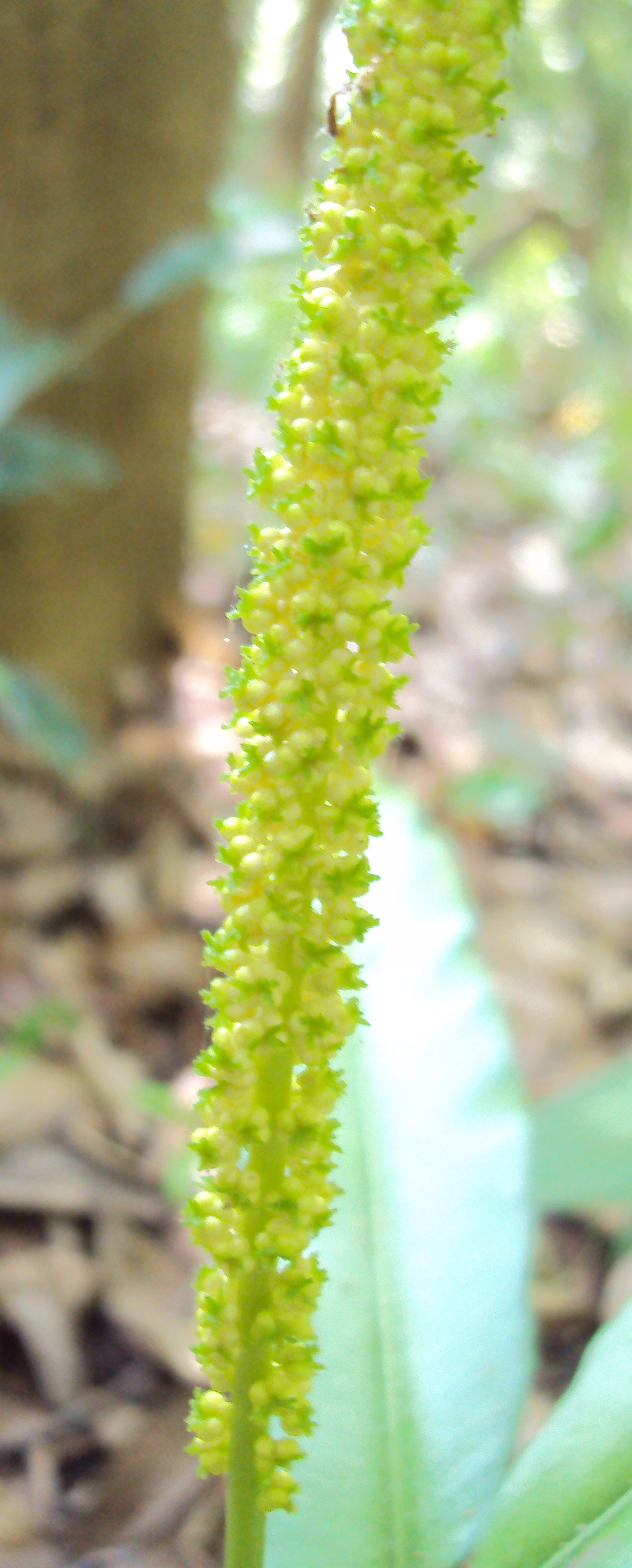
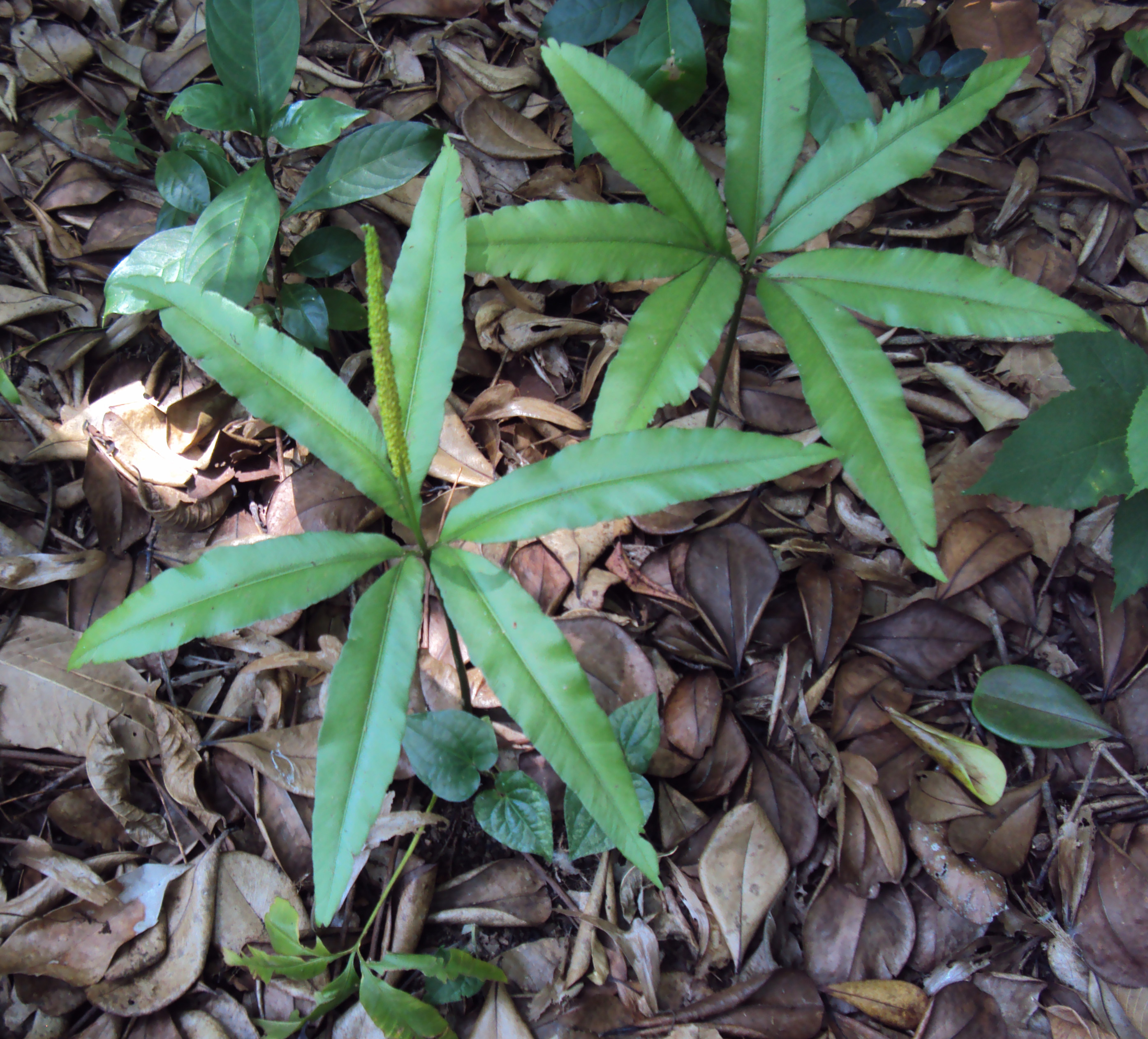
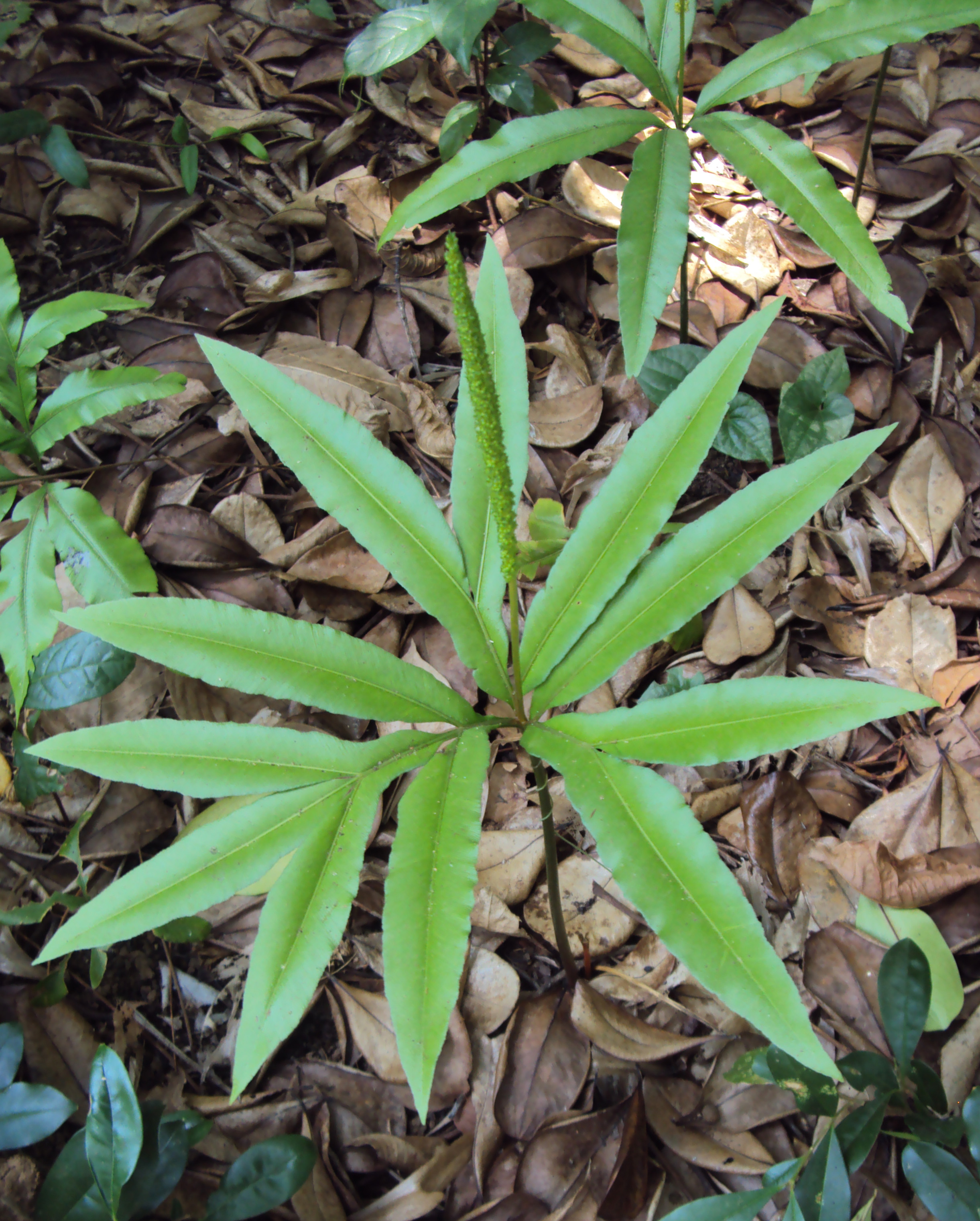